# Marianne Ehrler
Marianne Ehrler (* 6. Oktober 1939 in Schwerin; † 10. Juni 1984 in Halle/Saale) war eine deutsche Textilgestalterin.

## Leben und Werk
Marianne Ehrler machte 1959/1960 ein Praktikum im VEB Fischlandschmuck (heute Ostsee-Schmuck) Ribnitz-Damgarten. Danach studierte sie von 1960 bis 1962 in der Fachrichtung Schmuck/Email und von 1962 bis 1966 in der Abteilung Textilgestaltung bei Willi Sitte und Irmgard Glauche an der Hochschule für industrielle Formgestaltung Halle – Burg Giebichenstein. Danach war sie bis 1972 in Halle freischaffend als Textilgestalterin tätig. Von 1972 bis 1974 arbeitete sie als solche in Halle in der großen Textilmanufaktur VEB Haweba (Hallesche Werkstätten für Webereierzeugnisse). Danach war sie in Halle wieder freischaffend tätig. Sie schuf vor allem großformatige Bildteppiche. Ihr Material war insbesondere ein- und mehrfarbig bedruckte Wolle, Baumwolle, Leinen und bedruckte Gewebe. Seidiges und synthetische Gewebe mied sie weitgehend. Sie benutzte Stoffreste, die sie zerschnitt, sortierte und, wie der Maler den Pinsel, in Farbe tauchte.
Marianne Ehrler war Mitglied des Verbands Bildender Künstler der DDR und hatte in der DDR und im Ausland eine bedeutende Zahl von Einzelausstellungen und Ausstellungsbeteiligungen, unter anderem von 1977 bis 1988 auf der VIII. bis X. Kunstausstellung der DDR in Dresden.

## Rezeption
„Marianne Ehrler hatte ihre Begabung ganz der Applikation verschrieben. Webkunst ist ihr fremd geblieben, desgleichen Stickerei, Makramé oder räumlich-plastisches Arbeiten. […] Auffallend sind ihre meist großen repräsentativen Formate, die auszufüllen und durchzukomponieren ihre Phantasie nie überfordert hatte. […] Man wird bei Marianne Ehrler keine Gefälligkeiten, keine zufälligen Arrangements von behaglicher Stofflichkeit finden.“

## Öffentliche Sammlungen mit Werken Marianne Ehrlers (unvollständig)
- Berlin: Kunstgewerbemuseum
- Dresden: Kunstgewerbemuseum
- Leipzig: Grassi Museum für angewandte Kunst

## Werke (Auswahl)
- Tiere (1966, Gobelin, Baumwolle, Wolle, 107 × 187 cm)[2]
- Der Wilde (1978, Wandteppich, Applikation, verschiedene Stoffe auf Leinen; 2 × 3 m)[3]
- Grau-Rot-Kombination (1980, Wandbehang; Grassimuseum)[4]
- Trockener Frühling (1982, Applikation aus synthetischen Geweben; auf der IX. Kunstausstellung der DDR; Kunstgewerbemuseum Dresden)[5]
- Byzanz (1984, Applikation, verschiedene Stoffe auf Leinen; letzte abgeschlossene Arbeit Marianne Ehrlers)[3]

## Ausstellungen (unvollständig)

### Einzelausstellungen
- 1977: Dresden
- 1985: Halle/Saale

### Postume Ausstellung von Werken auf Gruppenausstellungen
- 2000: Halle/Saale, Kunstverein Talstraße („Bildteppiche aus Halle nach 1945“)
- 2011: Merseburg, Willi-Sitte-Galerie („Der Hallesche Bildteppich“)
- 2016: Halberstadt, Dom („Textiler Herbst“)
- 2016/2017: Halle/Saale, Kunstmuseum Moritzburg („Gewebte Träume – Der Bildteppich in Mitteldeutschland. Reflexionen auf Jean Lurçat“)